# Pierre Frey
Pierre Frey SAS (укр. П'єр Фрей) — французька сімейна компанія, що спеціалізується на товарах для декору класу люкс. Заснована у 1935 році, штаб-квартира розташована в I окрузі Парижа. Бізнес контролюють Патрік Фрей та його сини — П'єр, Венсан і Матьє.

## Історія
Компанія з виробництва оббивних тканин Maison Pierre Frey була заснована в Парижі в січні 1935 року П'єром Фреєм. У 1950-х роках Фрей почав експортувати тканини до США. У 1969 році син засновника Патрік Фрей обійняв посаду артдиректора й почав розвивати роздрібну мережу фірми. З 1976 року компанія є членом асоціації «Комітет Кольбера». У 1980-х роках Pierre Frey випустила лінійку аксесуарів із фірмових тканин (зокрема сумки, покривала та подушки). У 1989 році компанія придбала ткацьку фабрику Margueroy на півночі Франції, а в 1990 — бренд Yves Halard. У 1991 році родина Фрей придбала паризьку текстильну компанію Braquenié et Cie, засновану ще у 1858 році (у 1875 вона навіть отримала титул «королівської мануфактури»; серед її клієнтів були Луї-Філіпп I, Наполеон III, Ротшильди та багато римських пап)..
У 2004 році компанія Pierre Frey придбала текстильні компанії Boussac (заснована Марселем Буссаком у 1934 році в Ельзасі) та Fadini Borghi (заснована у 1947 році в Турині), а у 2014 році — текстильну компанію Le Manach (заснована у 1829 році в Турі). У 2015 році кінорежисерка Емілі Шерпітель запросила компанію Pierre Frey створити декорації для свого дебютного художнього фільму «Велика втеча». У 2016 році в Музеї декоративного мистецтва відбулася виставка тканин Pierre Frey. У 2017 році родина Фрей придбала фабрику Guilford у Труавілі та меблеву компанію Rosello, яка відома своїми кріслами, пуфами й стільцями. У 2022 році компанія створила колекцію для оформлення відділу єгипетських старожитностей Лувру..

## Діяльність
Pierre Frey виробляє товари для оформлення інтер'єрів, зокрема: оббивні тканини, шовк, парчу, шпалери, килими й килимові покриття, а також різні меблі (дивани, крісла, канапки, стільці, табурети, обідні й журнальні столи). Продукція компанії під такими люксовими брендами, як Pierre Frey, Braquenié, Boussac, Fadini Borghi, Le Manach, Rosello та Yves Halard, використовується для оформлення готелів, офісів, бутиків, художніх галерей, музеїв, ресторанів, житлових апартаментів, розкішних яхт, приватних літаків і пасажирських вагонів. Близько 70 % продажів припадає на міжнародні ринки, головним чином — на готельний сектор..
Основні виробничі потужності: ткацька фабрика Margueroy біля Камбре, фабрика крісел Rosello біля Руассі-ан-Франс, а також меблева фабрика в департаменті Ена. В архівах компанії зберігається понад 30 тисяч історичних документів, присвячених тканинам і дизайну.